# Władysław Prudius
Władysław Mykołajowycz Prudius, ukr. Владислав Миколайович Прудіус, ros. Владислав Николаевич Прудиус, Władisław Nikołajewicz Prudius (ur. 22 czerwca 1973 w mieście Romny w obwodzie sumskim, Ukraińska SRR) – ukraiński piłkarz, grający na pozycji pomocnika, reprezentant Ukrainy, trener piłkarski.

## Kariera piłkarska

### Kariera klubowa
W 1991 rozpoczął karierę piłkarską w drużynie Majak Charków, który w następnym sezonie zmienił nazwę na Olimpik. W 1992 został zaproszony do Metalista Charków, skąd w następnym sezonie przeniósł się do Dynama Kijów. Otrzymał propozycję od jednego ze szkockich klubów, ale tak jak Dynamo podniósł cenę transfer nie udał się. Przez konflikt z trenerem był wypożyczony do CSKA-Borysfen Kijów. W 1996 wyjechał do Rosji, gdzie został piłkarzem Rostsielmasza Rostów nad Donem, w którym występował przez 6 sezonów. Przez konflikt z trenerem Anatolijem Bajdacznym opuścił rostowski klub i przeszedł do Lokomotiwu Niżny Nowogród. Następnie występował w klubach Anży Machaczkała, FK Batajsk, Sokoł Saratów i SKA Rostów nad Donem. W 2004 powrócił do Ukrainy, gdzie bronił barw Worskły Połtawa. Karierę piłkarską zakończył w Bałtice Kaliningrad.

### Kariera reprezentacyjna
Wcześniej bronił barw młodzieżowej reprezentacji Ukrainy.
16 października 1993 debiutował w narodowej reprezentacji Ukrainy w wygranym 2:1 meczu towarzyskim z USA. Łącznie rozegrał 3 gry.

## Kariera trenerska
Po zakończeniu kariery zawodniczej rozpoczął karierę trenerską. Od 2006 pracuje na stanowisku trenera dzieci w FK Rostów

## Sukcesy i odznaczenia

### Sukcesy klubowe
- mistrz Ukrainy: 1994